# GNU Prolog
GNU Prolog（またはgprolog）は、ダニエル・ディアス（Daniel Diaz）によって開発されたコンパイラであり、Unix、Windows、macOS、Linuxで使用可能なProlog用の対話型デバッグ環境を備えている。また、有限領域での制約プログラミング、確定節文法を用いた解析、オペレーティングシステムインターフェイスなど、Prologの拡張機能も複数サポートしている。
コンパイラは、ソースコードをWarren抽象マシン（WAM）が解釈可能なバイトコードに変換し、それをスタンドアロン実行可能ファイルへと変換する。